# Giải cứu thần chết
Giải cứu thần chết (tựa tiếng Anh: Saving The Death) là bộ phim hài hước - giả tưởng của Việt Nam do đạo diễn Nguyễn Quang Dũng thực hiện, ra mắt khán giả vào dịp Tết năm 2009. Phim được xem là phần tiếp nối của phim Nụ hôn thần chết. Đây là một bộ phim hài dài 90 phút, có đầu tư dàn dựng vũ đạo và kỹ xảo cùng một số bài hát được viết riêng cho phim.

## Nội dung
An là một cô nữ sinh mơ mộng, luôn ước ao có chàng Thần Chết đẹp trai đến rút hồn mình như cô gái cùng tên trong phim Nụ hôn thần chết. Một ngày kia, Thần Chết Teen bất ngờ xuất hiện nhưng có nằm mơ, cô nàng An cũng không tưởng tượng nổi chính mình sẽ là người "Giải cứu thần chết"!
Hớn hở với cuộc gặp gỡ bất ngờ, An ngay lập tức vạch ra kế hoạch bắt Thần Chết giúp mình từ một cô gái vụng về trở thành ngôi sao ca nhạc. Cô nàng sung sướng nghĩ tới viễn cảnh sẽ chinh phục trái tim anh bạn trai chơi bóng rổ Quang Anh và trả thù những kẻ từng ức hiếp mình. Nhưng Thần Chết Teen càng tích cực trổ tài thì An càng lãnh hậu quả bi đát. "Đuổi thì thương mà vương thì tội", cô nàng An "cùng đường" nảy ra âm mưu để ai cũng xấu như mình. Thần Chết Teen được lệnh phải làm tung tóe những bí mật bấy lâu nay đào sâu chôn chặt, những cuộc tình tay ba éo le, bóng tối đời tư của các thầy cô đáng kính, những học sinh tài năng, thông minh... để họ hiểu cảm giác bị người khác coi thường là thế nào.

## Diễn viên
- Minh Hằng vai Phạm An An
- Chí Thiện vai Thần chết Teen
- Saetti Baggio vai Quang Anh
- Đông Nhi vai Hà My
- Ngọc Trai vai Hải "a dua"
- Tường Vi  vai Xuân điệu
- Thành Lộc vai Thầy hiệu trưởng
- Hồng Nhung vai Cô chủ nhiệm
- Phương Thanh vai Cô giám thị (bóng ma học đường)
- Siu Black vai Cô giáo dạy thanh nhạc
- Hữu Châu vai Thầy thể dục
- Hương Giang vai Mẹ của Hà My
- Công Ninh vai Ba của An An
- Lê Hóa vai Mẹ kế của An An
- Nhan Phúc Vinh vai Thầy thể dục lúc trẻ
- Ca sĩ Thủy Hương vai Cô chủ nhiệm lúc trẻ
- Tuyền Mập vai Thủy béo
- Trinh Hoan vai Công an
- Đoàn Minh Tuấn vai Công an

## Các cuộc thi bên lề
Cũng giống như Nụ hôn thần chết, trước khi phim ra mắt, để thu hút khán giả, các nhà phát hành liên tục tổ chức những cuộc thi bên lề như Cuộc thi thiết kế tờ rơi.

## Đánh giá
Giải cứu thần chết đã phát triển các tình huống, bổ sung những điều mà Nụ hôn thần chết chưa nói hết. Nếu Nụ hôn thần chết thiên về tưởng tượng lãng mạn thì Giải cứu thần chết hướng tới những tình huống hài đời thường. Nụ hôn thần chết nói về tình yêu thì Giải cứu thần chết nói tới tình cảm học sinh, mâu thuẫn giữa đố kỵ và yêu thương.
Bên cạnh truyện phim liền mạch, Giải cứu thần chết còn có những màn ca nhạc, vũ đạo, thể hiện ước mơ làm ngôi sao của nữ nhân vật chính.
Rút kinh nghiệm từ Nụ hôn thần chết, kỹ xảo của phim cũng được làm tốt hơn, mang tới cho khán giả những màn đánh nhau, quăng bóng rổ, trình diễn phép thuật.
Tuy nhiên, Giải cứu thần chết được đánh giá là mang hơi hướng của nhiều bộ phim ngoại khác nhau và có một số chi tiết đã xuất hiện trong phim nước ngoài như Mean Girls hay High School Musical.

## Ca khúc trong phim
Âm nhạc trong phim do nhạc sĩ Võ Thiện Thanh đảm nhận với mức cát-xê 150 triệu VNĐ
- Con đường em mơ - Thảo Trang (2001 - 2009)
- Đừng ngồi yên trong bóng đêm - Đông Nhi (2008)
- Ngày mới bất ngờ - Minh Hằng (2007 - 2008)

Cuối tháng 2 năm 2009, album nhạc phim Giải cứu thần chết được phát hành, album bao gồm cả âm nhạc trong phim Nụ hôn thần chết.